# Bertrand Barère

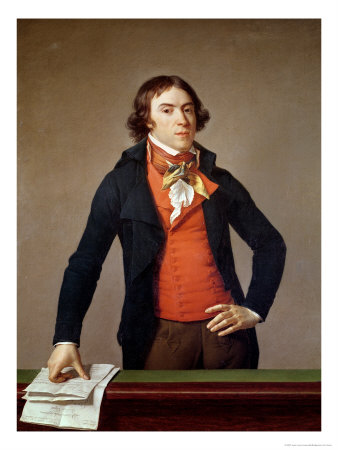
Bertrand Barère.

Bertrand Barère de Vieuzac, född 10 september 1755 i Tarbes, död 13 januari 1841, var en fransk politiker.
Barère ägnade sig åt advokatverksamhet i Toulouse. År 1789 blev han medlem av nationalförsamlingen, anslöt sig till vänstern och var livligt intresserad av författningsfrågan. Han var i viss mån typisk för en stor del av nationalförsamlingens medlemmar, då han gärna talade över abstrakta ämnen och föreslog hyllningar, uttalanden och annat utan praktisk betydelse. 1792 invaldes Barère i konventet. Här togs hans krafter i anspråk vid arbetet på den nya författningen. Berère var konventets president under processen mot Ludvig XVI och röstade för dennes omedelbara avrättning. I partistriderna intog han länge en obestämd ställning och invaldes 1793 med det högsta röstetalet i välfärdsutskottet. Barère, som här handhade särskilt utrikesärenden, övergick efter girondisternas fall öppet till jakobinerna och blev som skräckväldets retoriske försvarare, Giljotinens Anakreon" en av partiet ryktbaraste medlemmar. I tid avlägsnade sig Barère - en opportunist under hela sin politiska karriär - från Robespierre och kvarblev efter hans fall i välfärdsutskottet men utlottades kort därefter. Han återvände efter Napoleon I:s amnesti, men landsförvisades åter 1816 och återkom efter julirevolutionen. Någon ny politisk roll kom han dock inte att spela.